# Maverick (companhia)
Maverick Recording Companys é uma empresa de entretenimento americana fundada em 1992 por Madonna, Frederick DeMann e Veronica "Ronnie" Dashev, e anteriormente pertencente e operado pelo Warner Music Group. Incluiu uma gravadora (Maverick Records), uma produtora de filmes (Maverick Films), edição de livros, edição de música, uma divisão de discos latino (Maverick Musica) e uma produtora de televisão. Os primeiros lançamentos para a empresa foram a publicação de Madonna sobre a mesa de café de 1992, Sex, e seu álbum de estúdio, Erotica, que foram lançados simultaneamente para grande controvérsia.
DeMann foi comprado da empresa por US$ 20 milhões em 1998. Guy Oseary aumentou sua participação na empresa e assumiu o controle como Presidente e CEO. Madonna e Dashev partiram em 2004 após um processo entre Maverick e Warner Music Group.

## História
A Maverick Records foi lançada em abril de 1992 como uma unidade da empresa de entretenimento Maverick. Era uma joint venture entre Madonna, Frederick DeMann, Veronica "Ronnie" Dashev e Time Warner, e seu nome foi combinado com o nome de três dos fundadores; Ma donna, Ve ronica e Frede rick. A empresa tinha divisões para gravação, edição musical, televisão, cinema, merchandising e publicação de livros. O empreendimento fez parte de um acordo de negócios e gravação de US$ 60 milhões entre Madonna e Time Warner. Ela concedeu a ela 20% de royalties dos procedimentos musicais, uma das taxas mais altas do setor, igualada na época apenas pela taxa de royalties de Michael Jackson estabelecida um ano antes com a Sony.
No momento do seu lançamento, a empresa era bifacial; tendo escritórios em Nova Iorque e Los Angeles. A divisão de gravadoras da Maverick também consistiu na sub-gravadora, Maverick Musica (uma gravadora de satélite de Miami, Flórida, com foco na música latino-americana) e Maverick Music Publishing. Os primeiros lançamentos para a empresa foram a publicação da mesa de café de Madonna em 1992, Sex e seu álbum de estúdio, Erotica, que foram lançados simultaneamente para grande controvérsia.

### Década de 1990

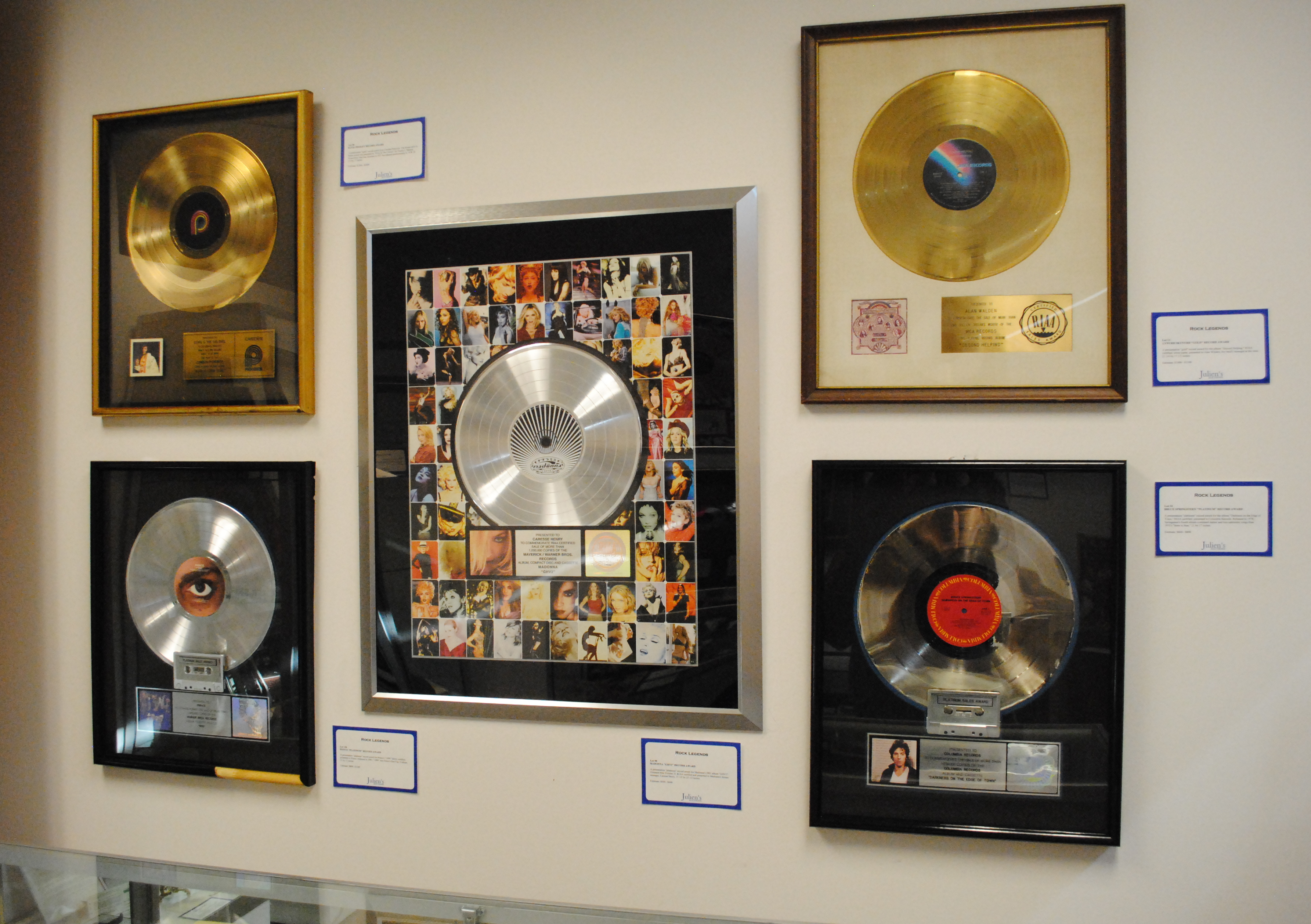
Certificação de platina (meio) para o álbum de maiores sucessos de Madonna de 2001, GHV2, lançado pela Maverick Records.

Primeiro sucesso comercial do Maverick foi com o álbum de estréia auto-intitulado da banda de grunge Candlebox. Lançado em 1993, o álbum seria certificado de platina quádrupla pela RIAA nos Estados Unidos. No ano seguinte, a gravadora contratou o musicista canadense Alanis Morissette, cujo terceiro álbum (e estreia em Maverick) Jagged Little Pill foi lançado em 1995 e acabaria sendo certificado 16x de platina nos EUA (vendas globais de 33 milhões de unidades) – tornando-o o álbum mais vendido na história da gravadora e nos anos 90.
DeMann foi comprado da empresa por US$ 20 milhões em 1998, após o qual Guy Oseary aumentou sua participação na empresa e assumiu o controle como presidente e CEO.
Entre os anos 1990 e meados dos anos 2000, Maverick também lançaria álbuns de Erasure, Michelle Branch, Meshell Ndegeocello, U.N.V., Dana Dane, N-Phase, Dalvin DeGrate, The Prodigy, Tyler Hilton, Muse, Deftones, Summercamp, No Authority e William Orbit. "Estou feliz com o Maverick como gravadora", observou Liam Howlett, do Prodigy. "Eles respeitam suas bandas; mesmo os que não estão vendendo".

### Década de 2000
No início dos anos 2000, Maverick viu suas fortunas comerciais declinarem e as operações comerciais se desfazerem financeiramente. Em março de 2004, a gravadora e Madonna entraram com uma ação contra a Warner Music Group (e sua antiga controladora, Time Warner), alegando que a má administração de recursos e a má contabilidade custaram milhões de dólares à empresa. A Warner entrou com uma ação judicial, alegando que Maverick havia perdido dezenas de milhões de dólares por conta própria.
Em 14 de junho de 2004, a disputa foi resolvida quando as ações da Maverick pertencentes a Madonna e Dashev foram compradas - o que efetivamente exilou as duas da empresa, que se tornou uma subsidiária integral do Warner Music Group. Então, o CEO do Maverick, Guy Oseary, manteve sua posição até a WMG comprar suas ações da gravadora em 2006. No mesmo ano, a banda Lillix, que na época estava assinada com a gravadora, alegou que a gravadora Maverick não existia mais e que todos os artistas agora eram tratados diretamente pela Warner Bros. Em 2007, a gravadora dobrou.
Dois dos artistas de maior sucesso da gravadora, Alanis Morissette e Michelle Branch, foram embora no final dos anos 2000. A filial partiu em 2007 após a dissolução do The Wreckers , enquanto Morissette saiu em 2009 após o lançamento de Flavors of Entanglement. O contrato de gravação de Madonna permaneceu com a Warner Bros. Records sob um contrato separado até 2009.
Em 2001, a Maverick Picture Company foi renomeada como simplesmente Maverick Films e foi gerenciada exclusivamente por Madonna e Guy Oseary, CEO de outra divisão da Maverick, a Maverick Records. Em 2004, Madonna e Dashev foram compradas da Maverick depois de uma ação judicial com o Warner Music Group e elas não têm mais interesse na empresa. Em agosto de 2008, Mark Morgan e Oseary, diretor da empresa, se separaram, mantendo os direitos sobre o nome Maverick, enquanto Morgan mantinha a propriedade dos projetos da empresa e alterava o nome para Imprint Entertainment.

### Década de 2010
Em 2010, a Maverick Records processou Whitney Harper, compartilhadora de arquivos adolescente por violação de direitos autorais, e venceu o caso. Harper foi condenado a pagar US$ 750 por música pelas três dezenas de músicas baixadas da Internet. O caso foi apelado à Suprema Corte dos Estados Unidos, que recusou a revisão do caso após parecer do juiz Samuel Alito. O caso é conhecido como Harper v. Maverick Recording Co..
Em 2011, a Maverick Records co-lançou o álbum de estreia de Greyson Chance, Hold On 'til the Night, mas fora isso, a gravadora permaneceu em dormência.
Em 2014, Oseary anunciou que estava formando uma joint venture com a Live Nation Entertainment para estabelecer a Maverick Management.
Em 2019, a empresa administrou a Madame X Tour de Madonna.